# Cameron Park
Cameron Park est une census-designated place du comté d'El Dorado, en Californie, aux États-Unis, située dans la Sierra Nevada. Elle comptait 18 228 habitants lors du recensement de 2010.

## Démographie
| 2000   | 2010   | - | - | - | - |
| ------ | ------ | - | - | - | - |
| 15 425 | 18 228 | - | - | - | - |